# مونیکا علی
مونیکا علی (به انگلیسی: Monica Ali) (متولد ۲۰ اکتبر ۱۹۶۷) نویسنده کتاب بریک‌لین است که از نامزدان نهایی جایزه بوکر در سال ۲۰۰۳ بود.

## زندگینامه
او در داکا، بنگلادش به دنیا آمد. پدرش بنگلادشی و مادرش انگلیسی است. در ۳ سالگی به همراه خانواده‌اش به انگلیس رفت و در بولتون، در نزدیکی منچستر بزرگ شد.

## درباره کتاب بریک‌لین
کتاب اصلی او، بریک‌لین (که نامش از خیابان بریک‌لین در انتهای شرقی لندن گرفته شده)، درباره یک زن جوان بنگلادشی است که در ۱۸ سالگی، برای ازدواج با یک مرد میانسال بنگلادشی مقیم انگلیس، به این منطقه از لندن می‌آید.

## منبع و پیوند به بیرون
- "Ali's in Wonderland" by Harriet Lane, The Observer, June 1, 2003
- "Full of East End promise" by Geraldine Bedell, The Observer, June 15, 2003